# Brolić
Broliq en albanais et Brolić en serbe latin (en serbe cyrillique : Бролић) est une localité du Kosovo située dans la commune de Pejë/Peć et dans le district de Pejë/Peć. Selon le recensement kosovar de 2011, elle compte 559 habitants.

## Histoire
Dans le village se trouve la tour-résidence d'Ali Ozman qui remonte au XIXe siècle ; elle est proposée pour une inscription sur la liste des monuments culturels du Kosovo.

## Démographie

### Évolution historique de la population dans la localité
| 1948 | 1953 | 1961 | 1971 | 1981 | 1991 | 2011 |
| ---- | ---- | ---- | ---- | ---- | ---- | ---- |
| 607  | 506  | 512  | 573  | 705  | 740  | 559  |

|  |

### Répartition de la population par nationalités (2011)
En 2011, les Albanais représentaient 96,24 % de la population.